# Sessil Karatantschewa
Sessil Radoslawowa Karatantschewa (bulgarisch Сесил Радославова Каратанчева, russisch Сесиль Радославовна Каратанчева Sessil Radoslawowna Karatantschewa, englisch Sesil Karatantcheva; * 8. August 1989 in Sofia) ist eine bulgarische Tennisspielerin. Von 2009 bis 2014 spielte sie für Kasachstan. Ihre jüngere Schwester Lia ist ebenfalls professionelle Tennisspielerin.

## Karriere
Seit 2003 spielt Karatantschewa auf der Profitour. Auf ITF-Turnieren gewann sie bislang neun Einzeltitel. Bei ihrer zweiten Turnierteilnahme in Volos erreichte sie über die Qualifikation die Hauptrunde und gewann das Turnier mit Siegen gegen die an ein, zwei und drei gesetzten Spielerinnen. Damit wurde sie zur jüngsten Spielerin der es gelang ein Profiturnier zu gewinnen.
2004 erreichte sie beim WTA-Turnier in Indian Wells die dritte Runde, in der sie Marija Scharapowa in drei Sätzen unterlag. Im Juni gewann sie die French Open bei den Juniorinnen, als sie im Finale Mădălina Gojnea mit 6:4 und 6:0 besiegte. Beim WTA-Turnier in Québec kam sie bis ins Viertelfinale. Im selben Jahr trat sie erstmals für die bulgarische Fed-Cup-Mannschaft an, für die sie 2004 und 2005 neun Partien spielte und sechs Siege beisteuerte.
Anfang 2005 stand sie beim WTA-Turnier von Gold Coast im Viertelfinale. Bei den French Open gelang ihr 2005 mit dem Einzug ins Viertelfinale ihr größter Erfolg bei einem Grand-Slam-Turnier. Im Dezember berichtete die französische Zeitung L’Équipe, dass Karatantschewa während der French Open positiv auf das Dopingmittel Nandrolon getestet worden sei. Im Januar 2006 wurde sie von der ITF für zwei Jahre gesperrt.
2008 kehrte sie auf die Tour zurück und erzielte einige Erfolge auf ITF-Ebene. Es kam allerdings zum Streit mit dem bulgarischen Verband, als sie im Fed Cup nicht antreten, sondern stattdessen ein Turnier in La Quinta spielen wollte. Im Mai 2008 erreichte sie in Fès zum ersten Mal nach ihrer Sperre wieder das Hauptfeld eines WTA-Turniers.
Im Jahr 2004 spielte Karatantschewa erstmals für die bulgarische Fed-Cup-Mannschaft, in den Jahren 2010 bis 2014 spielte sie für die kasachische Fed-Cup-Mannschaft; ihre Fed-Cup-Bilanz weist insgesamt 19 Siege bei 13 Niederlagen aus.
Nach den Australian Open im Jahr 2010 konnte sie sich zwei Jahre lang nicht für das Hauptfeld eines Grand-Slam-Turniers qualifizieren. Erst bei den French Open gelang ihr dies 2012 wieder; in der zweiten Runde musste sie sich dort Carla Suárez Navarro in drei Sätzen geschlagen geben.
Nach einer Ellbogenentzündung, die sie nach Wimbledon 2019 zu einer Pause zwang, kehrte Karatantschewa im April 2023 auf die Tour zurück. Seit der erfolglosen Teilnahme an der Qualifikation für die US Open 2023 ist sie nicht mehr angetreten.

## Turniersiege

### Einzel
| Nr. | Datum              | Turnier            | Kategorie   | Belag     | Finalgegnerin             | Ergebnis      |
| --- | ------------------ | ------------------ | ----------- | --------- | ------------------------- | ------------- |
| 1.  | 28. September 2003 | Volos              | ITF $10.000 | Teppich   | Zwetana Pironkowa         | 6:4, 2:6, 6:2 |
| 2.  | 19. Oktober 2003   | Carcavelos         | ITF $10.000 | Sand      | Rosa María Andrés         | 7:5, 6:3      |
| 3.  | 14. Dezember 2003  | Shenzhen           | ITF $50.000 | Hartplatz | Zheng Jie                 | 7:5, 1:6, 6:3 |
| 4.  | 5. Dezember 2004   | Palm Beach Gardens | ITF $50.000 | Sand      | Sania Mirza               | 3:6, 6:2, 7:5 |
| 5.  | 20. Januar 2008    | Surprise           | ITF $25.000 | Hartplatz | Angela Haynes             | 6:2, 4:6, 6:4 |
| 6.  | 3. Februar 2008    | La Quinta          | ITF $25.000 | Hartplatz | Sandra Klösel             | 6:4, 7:5      |
| 7.  | 13. November 2011  | Phoenix            | ITF $75.000 | Hartplatz | Michelle Larcher de Brito | 6:1, 7:5      |
| 8.  | 17. September 2017 | Las Vegas          | ITF $60.000 | Hartplatz | Eliza Kostowa             | 7:67, 7:62    |
| 9.  | 17. Februar 2019   | Surprise           | ITF $25.000 | Hartplatz | Cori Gauff                | 5:7, 6:3, 6:1 |

## Abschneiden bei Grand-Slam-Turnieren

### Einzel
| Turnier         | 2004 | 2005 | 2006 | 2007 | 2008 | 2009 | 2010 | 2011 | 2012 | 2013 | 2014 | 2015 | 2016 | 2017 | 2018 | 2019 | 2020 | 2021 | 2022 | 2023 | Karriere |
| --------------- | ---- | ---- | ---- | ---- | ---- | ---- | ---- | ---- | ---- | ---- | ---- | ---- | ---- | ---- | ---- | ---- | ---- | ---- | ---- | ---- | -------- |
| Australian Open | —    | 1    | —    | —    | —    | 2    | 1    | Q3   | Q1   | 1    | Q1   | Q2   | Q1   | Q1   | Q1   | Q1   | —    | —    | —    | —    | 2        |
| French Open     | —    | VF   | —    | —    | —    | Q2   | Q1   | Q3   | 2    | Q2   | Q2   | 2    | Q2   | —    | Q1   | —    | —    | —    | —    | Q2   | VF       |
| Wimbledon       | —    | 2    | —    | —    | Q2   | 1    | Q2   | Q1   | Q3   | Q3   | Q2   | 1    | Q1   | —    | Q1   | Q1   |      | —    | —    | —    | 2        |
| US Open         | 1    | 2    | —    | —    | Q2   | Q2   | Q3   | Q2   | 1    | Q3   | Q1   | 1    | Q2   | Q2   | Q1   | —    | —    | —    | —    | Q1   | 2        |

Zeichenerklärung: S = Turniersieg; F, HF, VF, AF = Einzug ins Finale / Halbfinale / Viertelfinale / Achtelfinale; 1, 2, 3 = Ausscheiden in der 1. / 2. / 3. Hauptrunde; Q1, Q2, Q3 = Ausscheiden in der 1. / 2. / 3. Qualifikationsrunde; nicht ausgetragen

## Weltranglistenpositionen am Saisonende
| Jahr   | 2003 | 2004 | 2005 | 2006 | 2007 | 2008 | 2009 | 2010 | 2011 | 2012 | 2013 | 2014 | 2015 | 2016 | 2017 | 2018 | 2019 | 2020 |
| ------ | ---- | ---- | ---- | ---- | ---- | ---- | ---- | ---- | ---- | ---- | ---- | ---- | ---- | ---- | ---- | ---- | ---- | ---- |
| Einzel | 526  | 127  | 35   | -    | -    | 150  | 134  | 139  | 175  | 93   | 142  | 176  | 109  | 216  | 176  | 238  | 385  | 601  |
| Doppel | -    | -    | 894  | -    | -    | 262  | 203  | 463  | 370  | 1197 | -    | -    | -    | -    | 754  | -    | 947  | -    |